# Patrica
Patrica é uma comuna italiana da região do Lácio, província de Frosinone, com cerca de 2.915 habitantes. Estende-se por uma área de 27 km², tendo uma densidade populacional de 108 hab/km². Faz fronteira com Ceccano, Frosinone, Giuliano di Roma, Supino.

## Demografia
| Variação demográfica do município entre 1861 e 2011                               |
|                                                                                   |
| Fonte: Istituto Nazionale di Statistica (ISTAT) - Elaboração gráfica da Wikipedia |